# Багрянцев Юрій Анатолійович
Юрій Анатолійович Багрянцев (10 грудня 1955 року у місті Красноуфимськ Свердловської області) — тележурналіст, літератор, видавець.

## Біографія
З 1956 до 1963 р. жив з батьками у місті Маріуполь Донецької області. З 1963 р. — у Києві та Київській області (селище Борова Фастівського району). Закінчив кінофакультет Київського інституту театрального мистецтва ім. Карпенка-Карого (1984).
Працював на кіностудії «Київнаукфільм», в кіноклубі профспілок, «Товаристві друзів кіно», у власній телерадіокомпанії «ЮАНА». З 2006 р. до 2018 р. працював автором, оператором та режисером на Київській державній регіональній телерадіокомпанії (КДР ТРК, яка з 2015 р. — телеканал ЦК — Центральний канал)

## Творчий доробок
Телепередачі на київських ТБ-каналах «Вікно у містику», «Анатомія кохання», «Гармонія краси», «Мода сьогодні» та інші (1994—2005 р.р.) — режисер-оператор, засновник та продюсер Телерадіокомпанії «ЮАНА» (1995—2006)
Документальні фільми телеканалу ЦК (раніше — КДР ТРК) циклу передач «ПІЛІГРИМ», «На своїй землі», «Київщина без околиць» — історико-краєзнавчої тематики, — автор, оператор, режисер.
Автор книжок «Маленькие хитрости фотолюбителя», «Феномены среди нас: Григорий Фудим», «Школа рекламного агента и менеджера», «Як я став детективом»; повісті "Операція «поштова скринька» (журнал «Дніпро», № 5-2009), інших повістей, оповідань та казок для дітей, надрукованих в періодиці.
Засновник і видавець газети про музику «Океан Мрій» (2002—2005)
Нагороди на телефестивалях:
2007 р. — диплом і приз за 3 місце на Міжнародному телефестивалі «Агросвіт», м. Чернігів (передача «Згурівський парк»);
2008 р.  – диплом і премія за кращу операторську роботу на Всеукраїнському телефестивалі передач про музику (передача «Наодинці з музикою. Амазонки»);
2009 р. — приз за кращий іноземний телефільм про туристичні об'єкти Болгарії на Болгарському телефестивалі туристичної тематики, м. Софія, Болгарія (передача у 2-х частинах «Відкриваючи Болгарію»);
2010 р. — диплом і приз за 2 місце на Міжнародному телерадіофестивалі «Перемогли разом» до 65-річчя Перемоги, м. Севастополь (передача «Місцями бойової слави Київщини»).

## Відзнаки
- Міжнародна літературна премія імені Миколи Гоголя «Тріумф» (2015)[1]
- лауреат Міжнародного літературного конкурсу "Коронація слова" в номінації "Кіносценарії" (2020) - за сценарій пригодницької комедії "Винахід століття".
- лауреат Міжнародного літературного конкурсу "Коронація слова" в номінації "Кіносценарії" (2021) - за історико-біографічний сценарій "Повернення".
  - лауреат Міжнародного літературного конкурсу "Коронація слова" в номінації "Романи" (2023) - за роман "Терези життя".

1. ↑  Сергій Дзюба (2 квітня 2015). Лауреати міжнародної літературної премії імені Миколи Гоголя «Тріумф» за 2015 рік. Архів оригіналу за 14 серпня 2020. Процитовано 1 квітня 2015.